# The Pickwick Papers

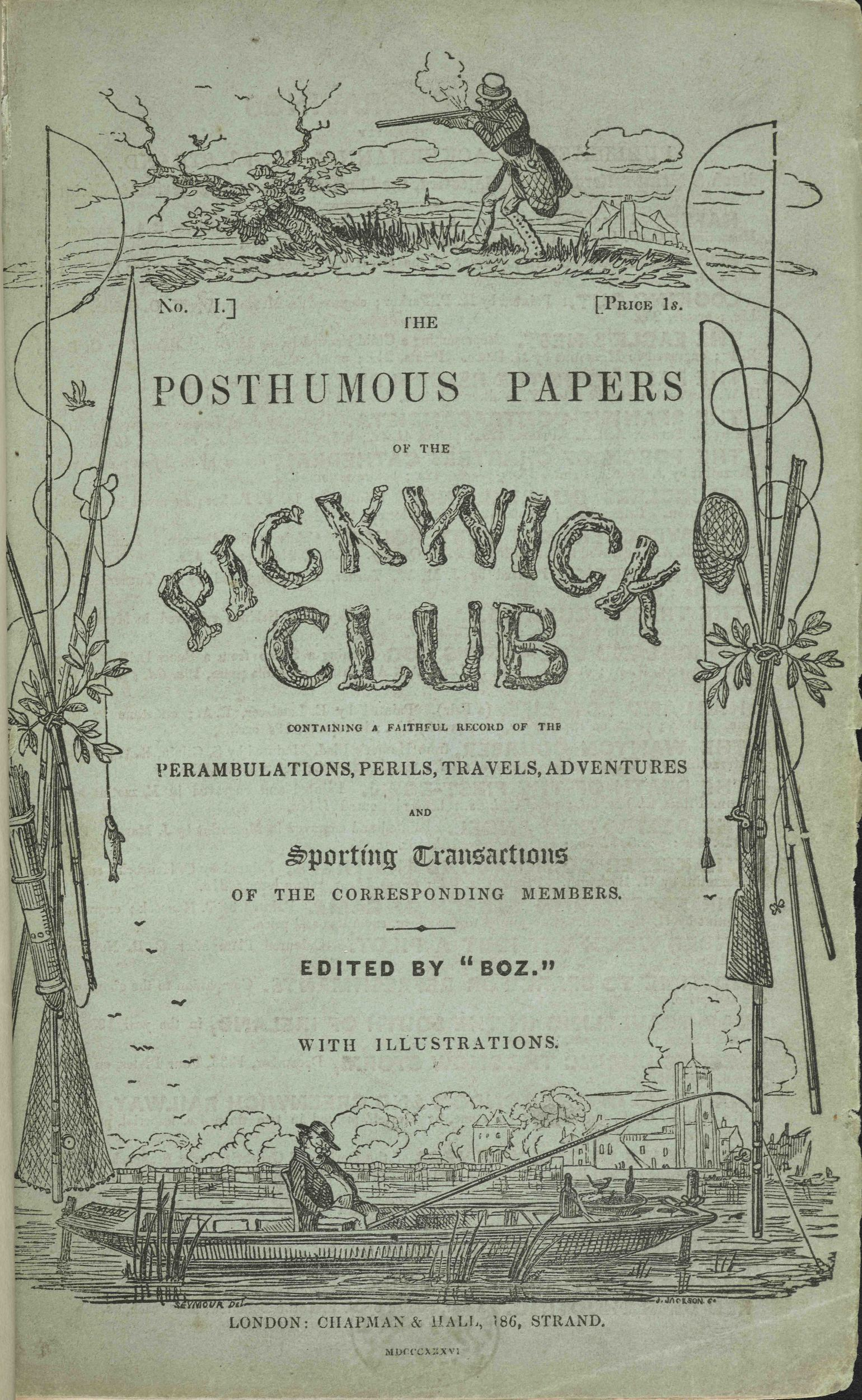
Pickwick Papers, 1e druk, 1836

The Posthumous Papers of the Pickwick Club ('De nagelaten papieren van de Pickwick Club'), ook wel The Pickwick Papers, is de eerste roman van de Engelse schrijver Charles Dickens uit 1836. 

## Ontstaansgeschiedenis
Dickens werd in 1836 uitgenodigd de begeleidende tekst te schrijven bij een serie prenten over ‘de komische wederwaardigheden tijdens de jacht en visvangst’ van de Londense ‘Nimrod Club’, van de hand van de bekende tekenaar Robert Seymour. Hij stemde toe in het schrijven van een serie vermakelijke schetsen, maar alleen onder de voorwaarde dat Seymour zijn teksten zou volgen in plaats van andersom. 
Het werk zou verschijnen in een voor die tijd vrij nieuwe vorm van goedkope maandelijkse afleveringen, waarvan de eerste verscheen op 31 maart 1836. De samenwerking met Seymour duurde echter niet lang: hij pleegde zelfmoord op 20 april en werd opgevolgd door Hablot K. Browne (‘Phiz’), die vervolgens 23 jaar lang Dickens' illustrator zou blijven.

## Inhoud en thematiek

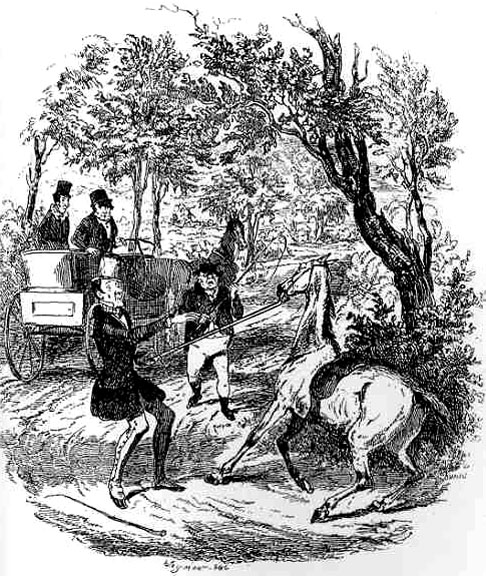
Winkle temt paard, ill. Seymour

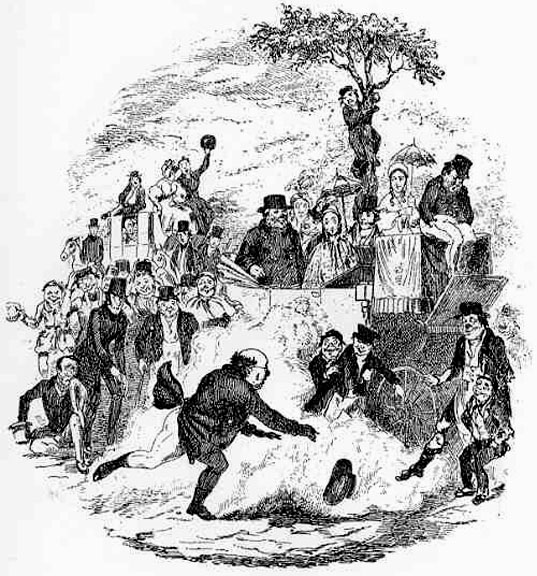
Pickwick jaagt zijn hoed, ill. Phiz

Dickens' picareske verhaal over Samuel Pickwick en zijn vrienden (de ‘vurige’ Tracy Tupman, de ‘dichterlijke’ Augustus Snodgrass en de ‘sportieve’ Nathaniël Winkle) is eigenlijk nauwelijks een roman te noemen. Het lijkt vooral in het begin een losse bundeling schetsen van komische gebeurtenissen en ontmoetingen met merkwaardige figuren (zoals de verlopen acteur en oplichter Alfred Jingle), aaneengeregen door postkoetsen en herbergen. Er is slechts sprake van een minimale intrige, die ook nog eens regelmatig wordt onderbroken door ingelaste, opzichzelfstaande vertellingen. Toch vormt het werk tegelijkertijd een hechte eenheid, niet alleen door de dominante aanwezigheid van de goedhartige, wat wereldvreemde Samuel Pickwick en diens 'Sancho Panza' en tegenspeler Sam Weller, maar ook door de in deze twee tegenpolen reeds gesuggereerde thematiek: schijn en werkelijkheid, idealisme en pragmatiek worden in het verhaal voortdurend tegen elkaar afgezet, van Pickwicks ‘wetenschappelijke waardering’ voor een waardeloze steen met een schijnbaar cryptisch opschrift, via een scherpe satire op de verkiezingen in Eatenswill, tot Pickwicks ervaringen in de gevangenis. Het zien van de werkelijkheid kan het centrale thema van de roman worden genoemd. De aanvankelijk zowel letterlijk als figuurlijk bijziende Pickwick leert geleidelijk beter zien, maar tegelijkertijd weet hij zijn onschuld te behouden en leert de scepticus Sam Weller van zijn kant uit geleidelijk de idealiserende goedertierenheid van Pickwick zien als van grote waarde.
The Pickwick Papers werd in de twintigste eeuw meerdere malen verfilmd en bewerkt.

## Vertaling
E.J. Potgieter presenteerde in 1837-1838 enkele afleveringen van de Pickwick Papers in De Gids. In 1840 bracht Hendrik Frijlink de Lotgevallen en ontmoetingen van Samuël Pickwick en zijne reisgenooten uit, een tweedelige, geïllustreerde uitgave van de vertaling van C.M. Mensing. Passages die te "typisch Engels" werden bevonden, waren weggelaten. In 1896 werd deze overzetting door C. Misset uitgegeven onder de titel De nagelaten papieren der Pickwick-club. Met De Pickwick-club verscheen in 1916 een nieuwe vertaling van J.C. de Cock.
Voor de Nederlandstalige uitgave van de verzamelde werken van Charles Dickens, verzorgd door een groep van vertalers onder redactie van A.G. van Kranendonk en J.W.F. Werumeus Buning, maakte Godfried Bomans een derde vertaling. Ze verscheen in 1952 onder de titel De nagelaten papieren der Pickwick Club, met de oorspronklijke prenten van Robert Seymour en Phiz (Hablôt K. Browne).